# Poule C de la Coupe du monde de rugby à XV 2007
Dates : du 7 septembre
au 20 octobre 2007
Cet article donne le détail des matchs de la poule C de la Coupe du monde de rugby à XV 2007 qui se dispute en France, au pays de Galles et en Écosse du 7 septembre au 20 octobre 2007. Les deux premières places sont qualificatives pour les quarts de finale et sont obtenues par les équipes de Nouvelle-Zélande et d'Écosse.

## Classement
| Place | Nation           | Matchs | Matchs   | Matchs | Matchs  | Points | Points | Points     | Essais | Essais | Essais     | Bonus points | Classement points |
| Place | Nation           | joués  | victoire | nul    | défaite | pour   | contre | différence | pour   | contre | différence | Bonus points | Classement points |
| ----- | ---------------- | ------ | -------- | ------ | ------- | ------ | ------ | ---------- | ------ | ------ | ---------- | ------------ | ----------------- |
| 1     | Nouvelle-Zélande | 4      | 4        | 0      | 0       | 309    | 35     | +274       | 46     | 4      | +42        | 4            | 20                |
| 2     | Écosse           | 4      | 3        | 0      | 1       | 116    | 66     | +50        | 14     | 8      | +6         | 2            | 14                |
| 3     | Italie           | 4      | 2        | 0      | 2       | 85     | 117    | -32        | 8      | 14     | -6         | 1            | 9                 |
| 4     | Roumanie         | 4      | 1        | 0      | 3       | 40     | 161    | -121       | 5      | 22     | -17        | 1            | 5                 |
| 5     | Portugal         | 4      | 0        | 0      | 4       | 38     | 209    | -171       | 4      | 29     | -25        | 1            | 1                 |

## Les matchs

### Nouvelle-Zélande - Italie
Date : 8 septembre 2007

Composition des équipes

Stade : Stade Vélodrome à Marseille ( France)
Arbitre : Wayne Barnes 
Composition des équipes :
Nouvelle-Zélande

Titulaires : Leon MacDonald, Doug Howlett, Mils Muliaina, Luke McAlister, Sitiveni Sivivatu, Daniel Carter, Byron Kelleher, Rodney So'oialo, Richie McCaw, Jerry Collins, Ali Williams, Chris Jack, Carl Hayman, Keven Mealamu, Tony Woodcock

Remplaçants : Anton Oliver, Neemia Tialata, Chris Masoe, Sione Lauaki, Brendon Leonard, Aaron Mauger, Isaia Toeava
Italie

Titulaires : Salvatore Perugini, Fabio Ongaro, Martin Castrogiovanni, Santiago Dellapè, Marco Bortolami, Alessandro Zanni, Mauro Bergamasco, Sergio Parisse, Alessandro Troncon, Roland de Marigny, Marko Stanojevic, Mirco Bergamasco, Andrea Masi, Kaine Robertson, David Bortolussi

Remplaçants : Carlo Festuccia, Andrea Lo Cicero, Valerio Bernabo, Manoa Vosawai, Paul Griffen, Gonzalo Canale, Ezio Galon
Points marqués :
Nouvelle-Zélande : 11 essais par Mc Caw (2e, 7e), Howlett (12e, 56e, 58e), Muliaina (15e), Sivivatu (18e, 29e), Jack (50e), Collins (67e,69e)
9 transformations par Carter (3e, 8e, 13e, 16e, 19e, 50e, 57e), McAlister (68e,70e), 1 pénalité de Carter (11e)
L'équipe de Nouvelle-Zélande frappe très fort en inscrivant quatorze points en dix minutes. Le capitaine Richie McCaw montre l'exemple en inscrivant deux essais, transformés dans la foulée par l'ouvreur Carter. À la mi-temps, le score est de 43 à 7 en faveur des All Blacks. De retour des vestiaires, le rouleau-compresseur néo-zélandais ne baisse pas de régime et aggrave le résultat, malgré un sursaut d'orgueil des transalpins dans les dix dernières minutes. Score final : 76 à 14 en faveur de la Nouvelle-Zélande, avec le point de bonus offensif.

### Écosse - Portugal
Date : 9 septembre 2007

Composition des équipes

Stade : Stade Geoffroy-Guichard, Saint-Étienne ( France)
Arbitre : Steve Walsh 
Composition des équipes :
Écosse

Titulaires : Rory Lamont, Sean Lamont, Marcus Di Rollo, Rob Dewey, Simon Webster, Dan Parks, Mike Blair, Simon Taylor, Allister Hogg, Jason White (cap.), Scott Murray, Nathan Hines, Euan Murray, Scott Lawson, Allan Jacobsen

Remplaçants : Ross Ford, Gavin Kerr, Scott MacLeod, Kelly Brown, Rory Lawson, Chris Paterson, Hugo Southwell
Portugal

Titulaires : Rui Cordeiro, Joaquim Ferreira, Cristian Spachuck, Gonçalo Uva, David Penalva, Juan Severino, João Uva, Vasco Uva (cap.),  José Pinto, Duarte Cardoso Pinto, Pedro Carvalho, Diogo Mateus, Federico Sousa, David Mateus, Pedro Leal

Remplaçants : Juan Murré, João Correia, Paulo Murinello, Diogo Coutinho, Luís Pissarra, Pedro Cabral (en), Miguel Portela
Points marqués :
Écosse : 8 essais de Lamont (11e, 15e), Lawson (23e), Dewey (29e), Parks (57e), Southwell (59e), Brown (68e), Ford (76e), 5 transformations de Parks (12e, 16e, 24e, 30e, 57e), 3 transformatons de Paterson (60e, 69e, 77e)

### Italie - Roumanie
Date : 12 septembre 2007

Composition des équipes

Stade : Stade Vélodrome, Marseille ( France)
Arbitre : Tony Spreadbury 
Composition des équipes :
Italie

Titulaires : 15 David Bortolussi, 14 Kaine Robertson, 13 Gonzalo Canale, 12 Mirco Bergamasco, 11 Marko Stanojevic, 10 Ramiro Pez, 9 Paul Griffen, 8 Sergio Parisse, 7 Mauro Bergamasco, 6 Josh Sole, 5 Marco Bortolami, 4 Santiago Dellape', 3 Martin Castrogiovanni, 2 Carlo Festuccia, 1 Andrea lo Cicero

Remplaçants : 16 Leonardo Ghiraldini, 17 Matias Aguero, 18 Valerio Bernabo', 19 Manoa Vosawai, 20 Alessandro Troncon, 21 Ezio Galon, 22 Roland de Marigny
Roumanie

Titulaires : 15 Iulian Dumitras, 14 Catalin Fercu, 13 Csaba Gal, 12 Romeo Gontineac, 11 Gabriel Brezoianu, 10 Ionut Dimofte, 9 Lucian Sirbu, 8 Ovidiu Tonita, 7 Alexandru Manta, 6 Florin Corodeanu, 5 Cristian Petre, 4 Sorin Socol (cap.), 3 Bogdan Balan, 2 Marius Tincu, 1 Petrisor Toderasc

Remplaçants : 16 Razvan Mavrodin, 17 Cezar Popescu, 18 Cosmin Ratiu, 19 Alexandru Tudori, 20 Valentin Calafeteanu, 21 Ionut Tofan, 22 Dan Vlad 
Points marqués :
Italie : 1 essai de Dellape et 1 essai de pénalité, 1 transformation de Pez, 4 pénalités de Pez

### Nouvelle-Zélande - Portugal
Date : 15 septembre 2007

Composition des équipes

Stade : Stade Gerland, Lyon ( France)
Arbitre : Chris White
Composition des équipes :
Nouvelle-Zélande

Titulaires : 15 Mils Muliaina, 14 Isaia Toeava, 13 Conrad Smith, 12 Aaron Mauger, 11 Joe Rokocoko, 10 Nick Evans, 9 Brendon Leonard, 8 Sione Lauaki, 7 Chris Masoe, 6 Jerry Collins(c), 5 Ali Williams, 4 Chris Jack, 3 Greg Somerville, 2 Andrew Hore, 1 Neemia Tialata

Remplaçants : 16 Anton Oliver, 17 Tony Woodcock, 18 Carl Hayman, 19 Rodney So'oialo, 20 Keven Mealamu, 21 Andrew Ellis, 22 Leon MacDonald.
Portugal

Titulaires : 15 Pedro Leal, 14 António Aguilar, 13 Miguel Portela, 12 Diogo Mateus, 11 Pedro Carvalho, 10 Gonçalo Malheiro, 9 Luis Pissarra, 8 Vasco Uva (c), 7 Diogo Coutinho, 6 Paulo Murinello, 5 Gonçalo Uva, 4 Marcello d'Orey, 3 Ruben Spachuck, 2 João Correia, 1 Andre Silva

Remplaçants : 16 Rui Cordeiro, 17 Joaquim Ferreira, 18 David Penalva, 19 Tiago Girão, 20 João Uva, 21 José Pinto, 22 Duarte Cardoso Pinto 
Points marqués :
Nouvelle-Zélande : 16 essais de Rokocoko (3e, 12e), Toeava (25e), Williams (28e), Mauger (30e, 66e), Collins (32e), Masoe (34e), Hore (40e), Leonard (50e), Evans (59e), Ellis (62e), McDonald (69e), Smith (73e, 80e), Hayman (76e), 14 transformations de Evans.
L'équipe de Nouvelle-Zélande est sérieuse et ajoute seize essais aux onze déjà inscrits au premier match. C'est l'équipe la plus performante de toutes en matière d'essais et Nick Evans avec 33 points, intègre les dix meilleurs réalisateurs sur un match de Coupe du monde. Pour sa première opposition contre la Nouvelle-Zélande, le Portugal marque un essai même si la défaite est lourde.

### Écosse - Roumanie
Date : 18 septembre 2007

Composition des équipes

Stade : Murrayfield à Édimbourg ( Écosse)
Arbitre : Nigel Owens  ()
Homme du match : Allister Hogg
Rapport officiel : « statistiques »(Archive.org • Wikiwix • Archive.is • Google • Que faire ?)
Composition des équipes :
Écosse

Titulaires : 15 Rory Lamont, 14 Sean Lamont, 13 Simon Webster, 12 Rob Dewey, 11 Chris Paterson, 10 Dan Parks, 9 Mike Blair, 8 Simon Taylor, 7 Allister Hogg, 6 Jason White, 5 Jim Hamilton, 4 Nathan Hines, 3 Euan Murray, 2 Ross Ford, 1 Gavin Kerr

Remplaçants : 16 Scott Lawson, 17 Craig Smith, 18 Scott MacLeod, 19 Kelly Brown, 20 Chris Cusiter, 21 Hugo Southwell, 22 Nikki Walker
Roumanie

Titulaires : 15 Iulian Dumitras, 14 Catalin Fercu, 13 Minya Csaba Gal, 12 Romeo Gontineac, 11 Gabriel Brezoianu, 10 Ionut Dimofte, 9 Lucian Sirbu, 8 Ovidiu Tonita, 7 Alexandru Manta, 6 Florin Corodeanu, 5 Cristian Petre, 4 Sorin Socol (cap.), 3 Bogdan Balan, 2 Marius Tincu, 1 Petrisor Toderasc

Remplaçants : 16 Silviu Florea, 17 Razvan Mavrodin, 18 Cosmin Ratiu, 19 Alexandru Tudori, 20 Valentin Calafeteanu, 21 Ionut Tofan, 22 Florin Vlaicu
Points marqués :
Écosse : 6 essais de Paterson (2e), Hogg (17e, 46e, 53e), R.Lamont (36e, 72e), 6 transformations de Paterson

### Italie - Portugal
Date : 19 septembre 2007

Composition des équipes

Stade : Parc des Princes Paris ( France)
Arbitre : Marius Jonker 
'Homme du match : José Pinto 
Rapport officiel : « Statistiques »(Archive.org • Wikiwix • Archive.is • Google • Que faire ?)
Composition des équipes :
Italie

Titulaires : 1 Andrea Lo Cicero, 2 Leonardo Ghiraldini, 3 Martin Castrogiovanni, 4 Carlo Del Fava, 5 Marco Bortolami (cap.), 6 Sergio Parisse, 7 Mauro Bergamasco, 8 Manoa Vosawai, 9 Alessandro Troncon, 10 Roland de Marigny, 11 Matteo Pratichetti, 12 Andrea Masi, 13 Gonzalo Canale, 14 Pablo Canavosio, 15 David Bortolussi

Remplaçants : 16 Fabio Ongaro, 17 Matias Aguero, 18 Salvatore Perugini, 19 Valerio Bernabo, 20 Silvio Orlando, 21 Paul Griffen, 22 Ezio Galon
Portugal

Titulaires : 1 Rui Cordeiro, 2 João Correia, 3 Ruben Spachuk, 4 David Penalva, 5 Gonçalo Uva, 6 Tiago Girão, 7 João Uva, 8 Vasco Uva (cap.), 9 José Pinto, 10 Duarte Cardoso Pinto, 11 António Aguilar, 12 Diogo Mateus, 13 Federico Sousa, 14 David Mateus, 15 Pedro Cabral (en)

Remplaçants : 16 Juan Manuel Muré, 17 Andre Silva, 18 Duarte Figueiredo, 19 Paulo Murinello, 20 Luís Pissarra, 21 Diogo Gama, 22 Gonçalo Foro
Points marqués :
Italie : 3 essais de Masi (3e), M.Bergamasco (71e), Masi (76e), 2 transformations de Bortolussi (4e, 77e), 4 pénalités de Bortolussi (17e, 30e, 40e, 63e)
Dans un Parc des Princes aux forts accents portugais, les Italiens, grands favoris, bafouillent leur rugby et confirment leur mauvais début de compétition. Ils s'imposent difficilement sans prendre le point de bonus offensif, mais s'offrent le droit de disputer la qualification pour les quarts de finale contre l'Écosse lors du dernier match. Les Portugais continuent d'étonner et prouvent que le projet de ramener le nombre de participants de 20 à 16 pour la prochaine édition en Nouvelle-Zélande en 2011 est peut-être une mauvaise idée.
À l'occasion de cette rencontre, Alessandro Troncon qui compte des participations à quatre éditions de Coupe du monde (1995, 1999, 2003, 2007), fête sa 100e sélection en équipe d'Italie.

### Écosse - Nouvelle-Zélande
Date : 23 septembre 2007

Composition des équipes

Stade : Murrayfield à Édimbourg ( Écosse)
Arbitre : Marius Jonker 
Composition des équipes :
Écosse

Titulaires : 1 Alasdair Dickinson, 2 Scott Lawson, 3 Craig Smith, 4 Scott MacLeod, 5 Scott Murray (cap.), 6 Kelly Brown, 7 John Barclay, 8 David Callam, 9 Chris Cusiter, 10 Chris Paterson, 11 Simon Webster, 12 Andrew Henderson, 13 Marcus Di Rollo, 14 Nikki Walker, 15 Hugo Southwell

Remplaçants : 16 Fergus Thomson, 17 Gavin Kerr, 18 Jim Hamilton, 19 Allister Hogg, 20 Rory Lawson, 21 Dan Parks, 22 Rob Dewey
Nouvelle-Zélande

Titulaires : 15 Leon MacDonald, 14 Doug Howlett, 13 Conrad Smith, 12 Luke McAlister, 11 Sitiveni Sivivatu, 10 Dan Carter, 9 Byron Kelleher, 8 Rodney So'oialo, 7 Richie McCaw (cap.), 6 Chris Masoe, 5 Ali Williams, 4 Reuben Thorne, 3 Carl Hayman, 2 Anton Oliver, 1 Tony Woodcock

Remplaçants : 16 Andrew Hore, 17 Neemia Tialata, 18 Chris Jack, 19 Sione Lauaki, 20 Brendon Leonard, 21 Nick Evans, 22 Isaia Toeava
Points marqués :
Écosse : -
L'équipe de Nouvelle-Zélande veut-elle punir l'Écosse de ne pas avoir présenté sa meilleure équipe ? En préambule, c'est le Kapa o Pango qui est interprété. Les All Blacks appliqués inscrivent six essais sans concèder un point pour remporter la victoire la plus large jamais réalisée en Écosse. Par contre, Daniel Carter a été défaillant comme buteur. Doug Howlett marque son 47e essai en match international et devient le meilleur marqueur d'essais All-Black de tous les temps. Avec cette victoire, la Nouvelle-Zélande assure sa qualification pour les quarts de finale.

### Roumanie - Portugal
Date : 25 septembre 2007

Composition des équipes

Stade : Stadium de Toulouse ( France)
Arbitre : Paul Honiss 
Rapport officiel : « Statistiques »(Archive.org • Wikiwix • Archive.is • Google • Que faire ?)
Composition des équipes :
Roumanie

Titulaires : 15 Iulian Dumitras, 14 Catalin Nicolae, 13 Ionut Dimofte, 12 Romeo Gontineac, 11 Catalin Fercu, 10 Dan Dumbrava, 9 Valentin Calafeteanu, 8 Ovidiu Tonita (cap.), 7 Alexandru Manta, 6 Alexandru Tudori, 5 Cristian Petre, 4 Cosmin Ratiu, 3 Bogdan Balan, 2 Razvan Mavrodin, 1 Cezar Popescu

Remplaçants : 16 Marius Tincu, 17 Paulica Ion, 18 Sorin Socol, 19 Florin Corodeanu, 20 Lucian Sirbu, 21 Florin Vlaicu, 22 Gabriel Brezoianu
Portugal

Titulaires : 15 Pedro Leal, 14 David Mateus, 13 Federico Sousa, 12 Diogo Mateus, 11 Miguel Portela, 10 Duarte Cardoso Pinto, 9 José Pinto, 8 Tiago Girão, 7 João Uva, 6 Diogo Coutinho, 5 David Penalva, 4 Gonçalo Uva, 3 Ruben Spachuk, 2 Joaquim Ferreira (cap.), 1 Rui Cordeiro

Remplaçants : 16 Juan Manuel Muré, 17 João Correia, 18 Salvador Palha, 19 Paulo Murinello, 20 Luís Pissarra, 21 Gonçalo Malheiro, 22 Pedro Carvalho
Points marqués :
Roumanie : 2 essais de Tincu (63e) et Corodeanu (73e), 2 transformations de Calafateanu (64e) et  Dumbrava (74e)
La Roumanie doit se passer des services de plusieurs joueurs blessés qui ont quitté la compétition : Ionut Tofan, Ion Teodorescu et Petru Bălan. À l'issue d'un match cadenassé et rendu difficile par la pluie continuelle qui s'abat sur le Stadium, la Roumanie, menée au score dès la 19e minute, ne doit son salut en fin de deuxième mi-temps qu'à deux essais en force. Les Portugais, auxquels on promettait l'enfer, sortent de leur première Coupe du monde avec les honneurs : un point de bonus, le premier qu'ils aient jamais inscrit en phase finale, et un essai inscrit dans chacune de leurs quatre rencontres.

### Roumanie - Nouvelle-Zélande
Date : 29 septembre 2007

Composition des équipes

Stade : Stadium de Toulouse ( France)
Arbitre : Joël Jutge 
Composition des équipes :
Roumanie

Titulaires : 1 Bogdan Balan, 2 Marius Tincu, 3 Silviu Florea, 4 Sorin Socol (cap.), 5 Cristian Petre, 6 Florin Corodeanu, 7 Alexandru Manta, 8 Ovidiu Tonita, 9 Lucian Sirbu, 10 Ionut Dimofte, 11 Gabriel Brezoianu, 12 Romeo Gontineac, 13 Minya Csaba Gal, 14 Stefan Ciuntu, 15 Iulian Dumitras

Remplaçants : 16 Razvan Mavrodin, 17 Paulica Ion, 18 Valentin Ursache, 19 Cosmin Ratiu, 20 Valentin Calafeteanu, 21 Florin Vlaicu, 22 Dan Vlad ou Catalin Dascalu
Nouvelle-Zélande

Titulaires : 1 Neemia Tialata, 2 Keven Mealamu, 3 Greg Somerville, 4 Reuben Thorne, 5 Keith Robinson, 6 Jerry Collins (cap.), 7 Chris Masoe, 8 Sione Lauaki, 9 Andrew Ellis, 10 Luke McAlister, 11 Sitiveni Sivivatu, 12 Aaron Mauger, 13 Isaia Toeava, 14 Joe Rokocoko, 15 Nick Evans

Remplaçants : 16 Andrew Hore, 17 Tony Woodcock, 18 Chris Jack, 19 Richie McCaw, 20 Brendon Leonard, 21 Doug Howlett 22 Conrad Smith
Points marqués :
Roumanie : 1 essai de Tincu (31e), 1 pénalité de Vlaicu (72e)
Dan Carter devait participer à la rencontre, mais s'étant blessé, il est remplacé par Luke McAlister alors que Doug Howlett prend place sur le banc des remplaçants. Avec 13 essais supplémentaires, la Nouvelle-Zélande totalise 46 essais, quatre points de bonus offensif pour 309 points, soit une moyenne de 77 points par rencontre. Quel festival ! Joe Rokocoko inscrit un triplé, Doug Howlett ajoute un essai à son compteur et Nick Evans est toujours aussi réaliste quand le sélectionneur lui en laisse l'occasion.

### Écosse - Italie
Date : 29 septembre 2007

Composition des équipes

Stade : Stade Geoffroy-Guichard à Saint-Étienne ( France)
Arbitre : Jonathan Kaplan 
Rapport officiel : « Statistiques »(Archive.org • Wikiwix • Archive.is • Google • Que faire ?)
Composition des équipes :
Écosse

Titulaires : 1 Gavin Kerr, 2 Ross Ford, 3 Euan Murray, 4 Nathan Hines, 5 Jim Hamilton, 6 Jason White (cap.), 7 Allister Hogg, 8 Simon Taylor, 9 Mike Blair, 10 Dan Parks, 11 Chris Paterson, 12 Rob Dewey, 13 Simon Webster, 14 Sean Lamont, 15 Rory Lamont

Remplaçants : 16 Scott Lawson, 17 Craig Smith, 18 Scott MacLeod, 19 Kelly Brown, 20 Chris Cusiter, 21 Andrew Henderson, 22 Hugo Southwell
Italie

Titulaires : 15 David Bortolussi, 14 Kaine Robertson, 13 Gonzalo Canale, 12 Mirco Bergamasco, 11 Andrea Masi, 10 Ramiro Pez, 9 Alessandro Troncon (cap.), 8 Sergio Parisse, 7 Mauro Bergamasco, 6 Josh Sole, 5 Carlo Del Fava, 4 Santiago Dellapè, 3 Martin Castrogiovanni, 2 Carlo Festuccia, 1 Salvatore Perugini

Remplaçants : 16 Fabio Ongaro, 17 Andrea Lo Cicero, 18 Valerio Bernabo, 19 Leonardo Ghiraldini, 20 Paul Griffen, 21 Roland de Marigny, 22 Ezio Galon
Points marqués :
Écosse : 6 pénalités de Paterson (2e, 5e, 32e, 35e, 47e, 52e)

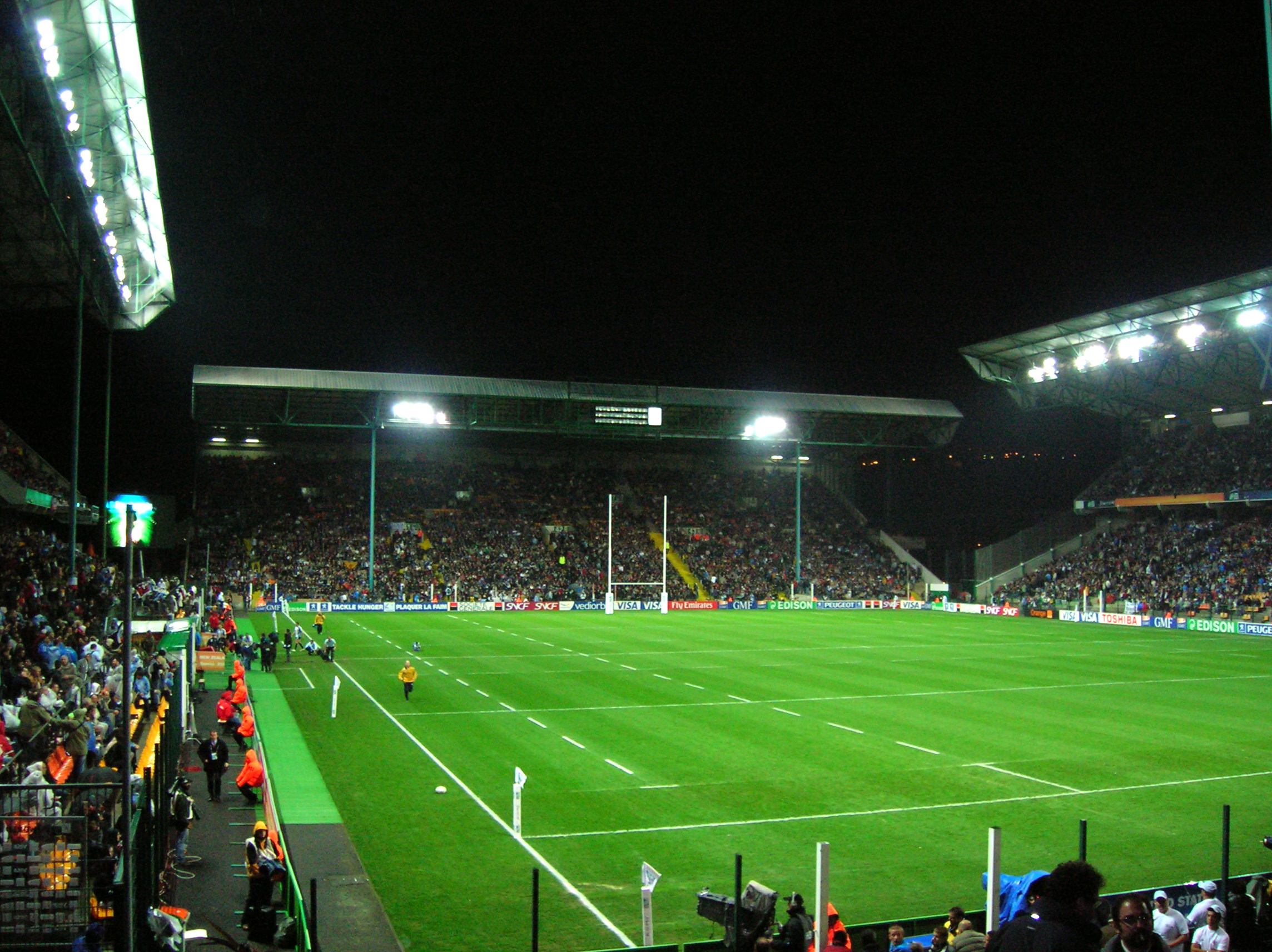

Pour ce match décisif pour la qualification aux quarts de finale, l'équipe d'Italie est privée de son capitaine Marco Bortolami. Elle s'incline de deux points face à une équipe écossaise plus réaliste qui n'a pas marqué d'essai, mais qui a su inscrire les points se présentant. Paterson inscrit les six pénalités qui lui sont offertes. Malgré un essai du vétéran Troncon, qui arrête sa carrière internationale après ce match, les Italiens ne trouvent pas la solution face à des Écossais solides sous la pluie de Saint-Étienne. David Bortolussi, malheureux dans ses coups de pied (seulement trois pénalités réussies sur six tentatives), manque la pénalité de la gagne à trois minutes du terme. Pierre Berbizier quitte ses fonctions d'entraîneur du XV d'Italie.